# Guquan, Shandong
Guquan (kinesiska: 古泉, 古泉街道) är en socken i Kina. Den ligger i provinsen Shandong, i den östra delen av landet, omkring 180 kilometer sydväst om provinshuvudstaden Jinan. Antalet invånare är 82 262. Befolkningen består av 40 189 kvinnor och 42 073 män. Barn under 15 år utgör 18,0 %, vuxna 15-64 år 73 %, och äldre över 65 år 8,0 %.
Genomsnittlig årsnederbörd är 670 millimeter. Den regnigaste månaden är juli, med i genomsnitt 208 mm nederbörd, och den torraste är januari, med 4 mm nederbörd.